# Алёшино (Вологодский район)
Алёшино — деревня в Вологодском районе Вологодской области.
Входит в состав Кубенского сельского поселения, с точки зрения административно-территориального деления — в Кубенский сельсовет.
Расстояние по автодороге до районного центра Вологды — 31 км, до центра муниципального образования Кубенского — 1 км. Ближайшие населённые пункты — Бирючево, Клокуново, Ширяево, Олехово, Куровское, Папино, Окишево, Кашкалино, Погост Воскресенье, Коншино, Погорелово, Деревенцево, Кубенское.
По переписи 2002 года население — 39 человек (16 мужчин, 23 женщины). Всё население — русские.